# Klöckner Hütte Nr. 19 bis 21
Die Werkslokomotiven Klöckner Hütte Nr. 19 bis 21 der Klöcknerhütte in Hagen-Haspe sind Tenderlokomotiven der Achsfolge B.

## Geschichte
1956 lieferte Jung drei Lokomotiven mit 900 mm Spurweite an die Werksbahn der Klöcknerhütte in Hagen-Haspe. Diese waren aus der Kriegslokomotive KDL 10 abgeleitet. Sie wurden auf der Hasper Kohlenbahn und dem Werksgelände der Hasper Hütte mit den Nummern 19 bis 21 eingesetzt. Die Lok 21 trug zeitweise die Nummer 4.
Ebenfalls aus der KDL 10 abgeleitete Maschinen bewährten sich bei der Oberrheinischen Eisenbahn-Gesellschaft (OEG) und der Mittelbadischen Eisenbahn-Gesellschaft (MEG) im Streckendienst (Krauss-Maffei KB 10).
Mitte der 1960er begann bei der Hasper Hütte die Verdieselung, weshalb die Dampfloks nach und nach abgestellt wurden. 1970 wurde die abgestellte Lok Nr. 19 von der Interessengemeinschaft Historischer Schienenverkehr e.V. (IHS) erworben und nach Umspurung auf 1000 mm im Bw Wuppertal-Vohwinkel der Deutschen Bundesbahn und der Hauptwerkstadt Grunewald der Duisburger Verkehrsgesellschaft ab dem 10. Juli 1971 als Lok vor den Museumszügen auf dem verbliebenen Teilstück der Geilenkirchener Kreisbahn (GKB), der Selfkantbahn, eingesetzt. Seit 1977 ist sie abgestellt.
Als 1972 im Zuge der Auflösung der Hasper Hütte die Loks 20 und 21 überflüssig wurden, erwarb die IHS diese 1973 und 1974 ebenfalls und gab ihnen nach der Aufarbeitung die Namen Haspe (Nr. 20 ab 1980) und Hagen (Nr. 21 ab 1986). An den Umbaumaßnahmen beteiligte sich die Krefelder Verkehrs-AG (KREVAG), auf deren Straßenbahngleisen die Lok Nr. 20 im Jahr 1973 vorübergehend eingesetzt war. Sie verkehrte als eine der Attraktionen bei der 650-Jahr-Feier der Stadt Krefeld mit den beiden Wagen 118 und 119 der Dürener Dampfstraßenbahn auf einem Rundkurs durch die Krefelder Innenstadt.
Aufgrund der Härte des Einsatzes bei Klöckner mussten vor Ablauf von drei Betriebsjahren bei den drei Lokomotiven bei der IHS alle Heizrohre und eine große Anzahl von Stehbolzen vollständig erneuert werden. Innerhalb desselben Zeitraumes wurde bei Lok  21 ein Ringflicken im Bereich des Feuerloches in die kupferne Feuerbüchse eingesetzt.

## Konstruktive Merkmale
Die Lokomotiven haben einen Wassertank im Rahmen und Kohlenkästen vor dem Führerhaus. Sie haben Heusinger-Steuerung und Kolbenschieber. Der Antrieb erfolgt auf die zweite Achse. Die Druckluftbremse und die Beleuchtungsanlage wurden erst für die Selfkantbahn eingebaut. Ursprünglich war ein Pufferbügel und ein darüber angeordneter Kupplungshaken vorhanden, bei der Selfkantbahn erhielten die Lokomotiven eine Balancierhebel-Kupplung.

## Fahrzeugliste
| Fabriknummer | Nummer | Name bei der IHS | Baujahr | Zustand         |
| ------------ | ------ | ---------------- | ------- | --------------- |
| 12703        | 19     |                  | 1956    | abgestellt      |
| 12783        | 20     | Haspe            | 1956    | im Einsatz      |
| 12784        | 21     | Hagen            | 1956    | in Aufarbeitung |